# Foster City
Foster City ist eine in den 1960er Jahren errichtete Planstadt im San Mateo County im US-Bundesstaat Kalifornien mit 33.805 Einwohnern (Stand: 2020).
Das Stadtgebiet hat eine Größe von 51,6 km², wovon 81 Prozent auf Wasser entfallen, und liegt 35,1 km südöstlich der Großstadt San Francisco auf der San-Francisco-Halbinsel und an der Bucht von San Francisco. Die über die Bucht führende San Mateo–Hayward Bridge verbindet Foster City unmittelbar mit der Stadt Hayward.

## Größte Arbeitgeber
Die größten Arbeitgeber der Stadt sind:
| #  | Unternehmen                                   | Anzahl der Beschäftigten |
| -- | --------------------------------------------- | ------------------------ |
| 1  | Gilead Sciences                               | 1947                     |
| 2  | Life Technologies (früher Applied Biosystems) | 1675                     |
| 3  | Visa                                          | 1429                     |
| 4  | Electronics for Imaging                       | 1252                     |
| 5  | Inovant                                       | 968                      |
| 6  | Sony Computer Entertainment                   | 768                      |
| 7  | QuinStreet                                    | 302                      |
| 8  | IBM                                           | 296                      |
| 9  | MidPen Housing                                | 264                      |
| 10 | Sledgehammer Games                            | 250                      |